# مارك أوليفييه
مارك أوليفييه هو سياسي بلجيكي، ولد في 30 يونيو 1940 في بلجيكا، وتوفي في 15 ديسمبر 2018. حزبياً، نشط في الحزب الديمقراطي المسيحي الفلمنكي. وقد انتخب عضو مجلس الشيوخ البلجيكي وانتخب عضو البرلمان الفلمنكي وانتخب عضو مجلس النواب من بلجيكا.